# کلیر بروک (ویرجینیا)
کلیر بروک (به انگلیسی: Clear Brook) یک منطقهٔ مسکونی در ایالات متحده آمریکا است که در شهرستان فردریک، ویرجینیا واقع شده‌است.